# Purcăreni, Brașov
Purcăreni este un sat în comuna Tărlungeni din județul Brașov, Transilvania, România. Prima atestare documentara a localitatii dateaza din 1387.

## Numele satului
Numele localitatii Purcareni are legatura cu faptul ca locuitorii zonei erau consacrati datorita numeroaselor turme de porci si oi cu care ulterior aprovizionau cetatea Brasov. Multi dintre voi stiu ca Sacelele de astazi este format din cele 7 saticele: Satulung, Cernatu, Turches, Baciu, Tarlungeni, Zizin si Purcareni. 

## Locul fosilifer Purcăreni
Locul fosilifer Purcăreni este un monument al naturii, o rezervație naturală paleontologică și geologică, care a rămas mărturie a perioadei preistorice prin speciile fosile ce s-au păstrat în scoarța terestră.
Rezervația naturală este în partea sud-estică a satului Purcăreni, în locul numit "Uluci" și are o suprafață de 0,20 ha. Aici există un bloc mare de calcar, de aproximativ 200 de metri, care răzbate pășunea și care conține calcaroase cu faună (fosiliferă) de Stanberg, calcare fosilifere albe cu asociere de corali, scoică fosilă și crustacee și calcare recifale tithonice, forme mari de Diceras, atribuite jurasicului superior.
Punctul fosilifer este singurul loc din Carpați în care formațiunile de corali se observă atât de bine.
Cariera de la Purcăreni a fost deschisă în secolul al XIX-lea pentru exploatarea klipei calcaroase, însă a fost întreruptă în perioada 1950-1960. Calcarele fosilifere descopetite aici au determinat declararea zonei ca rezervație naturală, calcarele de Stramberg fiind considerate ca deosebit de reprezentative. Rezervația prezintă un dublu interes știintific: paleontologic, pentru fauna fosilizată, și geologic, pentru modul în acre a evoluat tectonica locală.
Acces: DJ 103 A, Brașov – Purcăreni
Există doua variante de acces: Prima prin partea de est a rezervației, pe traseul marcat cu triunfgi alb cu fond galben. A doua variantă este pe partea vestică, pe Fâneața.

## Biserica Ortodoxă
Se presupune ca au existat biserici ortodoxe din lemn in acest sat încă de la întemeierea lui, însă primul lăcaș de cult ortodox este atestat documentar in a doua jumatate a sec. al XVII-lea. A fost o biserica de lemn, in care a slujit preotul Bucur Cretu pana in anul 1731 cand acesta a fost transferat la Biserica Ortodoxa din Brasovul Vechi, iar la varsta de 90 de ani a fost numit Protopop al Brasovului. 
Probabil pentru ca bisericuta de lemn era deteriorata, credinciosii din Purcareni la anul 1797 iunie 3 si-au ridicat, pe locul celei vechi, o biserica de piatra acoperita cu sindrila si care avea hramul "Inaltarea Domnului". In vremea aceea slujeau Pr. Gheorghe Radovici care era si duhovnic, fiind mai batran, si Pr. Gheorghe Bogdanovici. 
La inceputul sec. al XX-lea, la 15 mai 1912, credinciosii din Purcăreni incep lucrarile la actuala biseirca, nu se cunosc motivele, si la 13 august 1913 este terminata constructia. Cea de a treia biserica a fost construita, cu binecuvanratea Mitropolitului Ardealului Ioan Metianu, in vremea Pr. Toma Giurgiu din piatra si caramida. Biserica a fost pictata partial de pictorul Gordaef. Icoanele de pe iconistas pictate de acesta se pastreaza in altarul bisericii. Mai tarziu biserica a fost pictata, in tehnica frescă, de pictorul Gheorghe Dobrescu, cand acesta avea varsta de 80 de ani, impreuna cu fiul sau Misu Dobrescu intre anii 1973-1977, inclusiv iconostasul, in vremea Pr. Gheorghe Luca. 
Sirul preotilor care au slujit la Purcareni si al caror nume s-a păstrat incepe cu pr. Bucur Cretu, 1757-1797, apoi au urmat pr. Gheorghe Radovici, 1785-1801, pr. Gheorghe Bogdanovici, 1797- 1839, pr. Gheorghe Bogdan, 1839-1855, pr. Ion Bogdan, 1855-1907, pr. Toma Giurgiu, 1907-1937, pr. Traian Banciu, 1937-1945, pr. Gheorghe Luca, 1945-1982, pr. Victor Neamtu, 1982-1989, pr. Stelian Manolache, 1989-1992, pr. Petre Dragan, 1992 si in prezent.

## Obiectiv memorial
- Monumentul Eroilor Români din Primul și Al Doilea Război Mondial. Monumentul este amplasat în centrul localității și a fost ridicat în anii 1937-1938 din initiativă cetățenească. Este împrejmuit de un ancadrament de forma patrată, cu laturi de 6,7 m și înălțime de 1,2 m. În centrul ancadramentului se află un obelisc din beton cu mozaic, format din trei trepte care simbolizează Sfânta Treime. În vârful obeliscului se află un mic postament, pe care este plasat un vultur cu aripile întinse, ce ține în gheare un stindard de luptă. În jurul obeliscului sunt amplasate 4 proiectile cu diametre de 25,7 cm și lungimi de 55,5 cm. În partea din față a monumentului, pe obelisc, se află o cruce de marmură neagră, sub care este stema statului, din bronz înnegrit. Sub stemă, cu majuscule de bronz, este scrisă următoarea inscripție: "În amintirea eroilor morți în războiul întregirii neamului". Pe două laturi ale obeliscului sunt trecute numele a 58 de militari căzuți eroic la datorie în luptele din Primul Război Mondial. Pe o altă fațadă este fixată o placă de bronz, montată în 1994, prin intervenția preotului Drăgan Petre, care conține numele celor 24 de eroi din cel de-Al Doilea Război Mondial.

## Galerie imagini

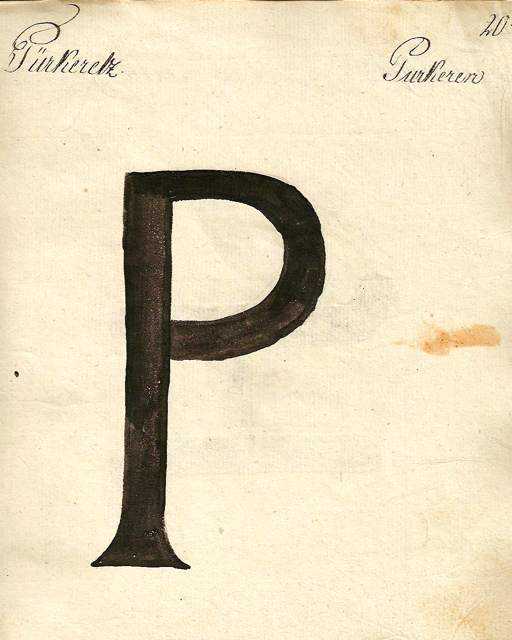
1826 - Danga pentru vitele din Purcăreni

## Legaturi externe
Rezervatia Naturala Purcăreni Pagina oficială a Ariei Naturale Protejate „Locul fosilifer Purcăreni”